# Gabriela Grillo
Gabriela Grillo (Duisburg, 1952. augusztus 19. – Mühlheim, 2024. február 25.) olimpiai, világ- és Európa-bajnok német lovas, díjlovagló.

## Pályafutása
Herbert és Marita Grillo lányaként született. Apja fémekkel kereskedett, a Grillo-Handelshaus és a Grillo-Werke AG vezetője volt.
Az 1976-as montréali olimpián aranyérmet szerzett díjlovaglás csapatversenyben. A világbajnokságokon két arany-, az Európa-bajnokságokon három arany- és egy bronzérmet szerzett.
1993-ban a Wilhelm Grillo Handelsgesellschaft vezérigazgatója, 1995-ben pedig a Grillo-Werke AG igazgatótanácsának elnöke lett. 2004 óta a Grillo-Werke AG felügyelőbizottságának tagja volt, 2021-ig az elnöki posztot töltötte be.

## Sikerei, díjai
- Olimpiai játékok – díjlovaglás (csapat)
  - aranyérmes: 1976, Montréal
- Világbajnokság – díjlovaglás (csapat)
  - aranyérmes (2): 1978, 1982
- Európa-bajnokság – díjlovaglás
  - aranyérmes (3): 1977, 1979, 1981 (csapat)
  - bronzérmes: 1981 (egyéni)